# Autoroute A12 (France)
Pour les articles homonymes, voir A12.
En France, l’autoroute A12, anciennement autoroute de Bretagne, est une autoroute de dégagement de Paris située dans les Yvelines. Elle se détache de l'autoroute de Normandie (A13) par l'échangeur du triangle de Rocquencourt situé sur le territoire des communes de Bailly et du Chesnay-Rocquencourt et rejoint la RN 12 et la RN 10 à Bois-d'Arcy. Sa longueur totale est de 8,5 km.

## Historique
L'A12 est l'une des toutes premières autoroutes françaises : elle a été mise en service en 1950. Elle n'a pas été prolongée depuis sa construction, ce qui fait d'elle la plus vieille autoroute française à être restée en l'état sur le plan du tracé.
Son histoire commence en 1934, avec la publication du Plan Prost, qui prévoyait notamment un réseau — déjà dense — d'autoroutes en région parisienne. L'A12 s'appelait alors « autoroute de Bretagne » en référence à la RN 12 toute proche qui la prolonge dans cette direction.
Sa construction a, semble-t-il, commencé en 1936, avec les premiers déboisements du côté du triangle de Rocquencourt. Les travaux cessèrent cependant peu avant 1939, seul le gros œuvre ayant été réalisé (terrassements). Les travaux reprirent après-guerre et durèrent jusqu'en 1950.
L'autoroute n'a connu depuis que des changements mineurs : couverture d'un tronçon à Saint-Cyr-l'École, élargissement de la chaussée en 4+3 voies.
C'est sur cette autoroute qu'a été installé l'un des premiers radars automatiques, dans les Yvelines.
Durant l'été 2017, des travaux de création d'une voie de bus sont entrepris dans le sens province-Paris. Cette voie d'une longueur de 3,5 km commence au nord du tunnel de Fleury et s'achève au niveau de l'échangeur A12/A13. Elle a été mise en service le 21 septembre 2018.

## Projet de prolongement vers le sud
Un prolongement de Montigny-le-Bretonneux aux Essarts-le-Roi, prévu pour l'horizon 2020, a été relancé en 2004 par le ministre des transports de l'époque, Gilles de Robien.
En octobre 2006, à la suite du débat public ayant eu lieu de mars à juin 2006, le ministre a annoncé le choix du prolongement par le tracé médian 2C', d'une longueur de 15 km, comportant cinq échangeurs et plusieurs tranchées couvertes. Ce tracé prévoit que le prolongement commence en tunnel à la fin de l'autoroute actuelle, au croisement avec la route nationale 10, puis longe, partiellement couvert, Montigny et la zone d'activités de Trappes et traverse, pour partie en tranchée couverte, les communes de La Verrière et du Mesnil-Saint-Denis, et se termine en contournant les Essarts-le-Roi par l'ouest pour rejoindre la RN 10 à l'échangeur avec la RD 191,.
Cependant, alors que ce projet autoroutier était inscrit dans le SDRIF depuis 1965, il en a été retiré dans sa version de 2013.

## Raccordement vers le nord à l'A86
Un projet, pour l'instant au point mort, a été étudié pour prolonger l'A12 vers le nord par un tunnel jusqu'à Rueil-Malmaison. Ce projet ne doit pas être confondu avec le Duplex A86 qui boucle l'autoroute A86.

## Parcours
Section non-concédée gérée par la DIRIF et gratuite.
- Échangeur entre A13 et A12 (Triangle de Rocquencourt) à 0 km : Paris - Porte de Saint-Cloud, Versailles - Montreuil, Nanterre (A86), Rouen, Poissy +  6 Le Chesnay-Rocquencourt (RN 186) à 0,3 km : Versailles - Notre-Dame, Rueil-Malmaison, Saint-Germain-en-Laye, Le Chesnay-Rocquencourt, Marly-le-Roi, La Celle-Saint-Cloud (de et vers Rambouillet)
  -    Début de l'autoroute A12, début de 2 × 4 voies et limitation à 110km/h.
  -   2 × 2 voies et Limitation à 90km/h.
  -  Tunnel de Fontenay
- 7 Bois-d'Arcy (RD 129) à 6 km : Bois-d'Arcy, Saint-Cyr-l'École (de et vers Paris)
- Échangeur entre RN 12 et A12 (échangeur de Bois-d'Arcy) à 7 km :  Versailles - centre / Satory, Dreux, Évry, (A6) Lyon, Créteil (A86), Paris - Porte de Châtillon, Voisins-le-Bretonneux (tiers-échangeur)
- 8 Saint-Quentin-en-Yvelines à 8 km : Montigny-le-Bretonneux (de et vers Paris)
- Montigny - Le Pas du Lac (RD 10) à 9 km : Versailles - Saint-Louis, Saint-Cyr-l'École, Bois-d'Arcy, Montigny-le-Bretonneux (de et vers Rambouillet)
  -  Après la fin de l'autoroute A12, commence-la route nationale 10 vers Trappes, Rambouillet

## Lieux sensibles
(uniquement les lieux à bouchons et les pentes dangereuses) :
- Échangeur entre RN 12 (échangeur de Bois-d'Arcy) et A12 : Bouchons fréquents aux heures de pointe, sens province Paris, rencontre des flux de la RN 12 et de Saint Quentin en Yvelines.
- Échangeur entre A13 et A12 : Bouchons fréquents aux heures de pointe, sens province Paris, rencontre des flux des autoroutes A12 et A13.